# Crucea (okręg Jassy)
Crucea – wieś w Rumunii, w okręgu Jassy, w gminie Lungani. W 2011 roku liczyła 1943 mieszkańców.